# Hunspell
 (septembre 2012).
Si vous disposez d'ouvrages ou d'articles de référence ou si vous connaissez des sites web de qualité traitant du thème abordé ici, merci de compléter l'article en donnant les références utiles à sa vérifiabilité et en les liant à la section « Notes et références ».
Hunspell est un correcteur orthographique open source basé sur Myspell, il est rétro compatible avec les dictionnaires Myspell.
L'amélioration apportée par Hunspell est l'encodage des dictionnaires en UTF-8 (Unicode) à la place de l'encodage en ASCII utilisé par Myspell.

## Description
- sous Debian, il existe quatre variantes du dictionnaire hunspell:
  - hunspell-fr-classical:     dictionnaire français pour hunspell — version classique
  - hunspell-fr-comprehensive:     dictionnaire français pour hunspell — version complète
  - hunspell-fr-modern:     dictionnaire français pour hunspell — version moderne
  - hunspell-fr-revised:     dictionnaire français pour hunspell — version révisée

## Intégration
Hunspell est utilisé par :
| - Apple Mac OS X 10.6 Snow Leopard - Eclipse utilisant Hunspell4Eclipse - Emacs extension - Evolution - Google Chrome, un navigateur Web partiellement open source développé par Google. - tous les programmes Linux utilisant Gtk+ et Gtkspell, - InDesign, le programme de mise en page d'Adobe, depuis la version CS5.5 - LibreOffice et OpenOffice.org à partir de la version 2.0.2 - LyX, un traitement de texte - Les produits de Mozilla tels Thunderbird, Firefox à partir de la version 3 et SeaMonkey à partir de la version 2 - NHunspell - Hunspell for the .NET platform - OmegaT, un outil open-source de traduction assistée par ordinateur - Opera 10+, un navigateur Web et une suite Internet multiplateforme. | - Pidgin - Speckie, un addon pour Microsoft Internet Explorer - Spell Checking Edit Control - Squiggly, une bibliothèque de correction orthographique Adobe ActionScript 3 pour Flash et Flex (présentement disponible en pré-version par les Adobe Labs) - TEA text editor - Texmaker, à partir de la version 1.7 - The Bat!, un client de messagerie par RITLABS S.R.L. depuis la version 4.0 - WinShell, un environnement de développement intégré (IDE) pour TeX et LaTeX sur Windows - XTuple, un progiciel de gestion intégré multiplate-forme - Yudit, un éditeur de texte Unicode pour X Window System - et bien d'autres projets… |

De plus, Hunspell est pris en charge par Enchant (en).